# Щербаков, Фёдор Анатольевич
Фёдор Анатольевич Щербаков (11 августа 1930, Москва, СССР — 2002, Москва, Россия) — советский и российский океанолог, географ, литолог, геолог. Кандидат географических наук (1962). Доктор географических наук (1986). Старший научный сотрудник геологического факультета МГУ (1967—1987). Старший научный сотрудник Института океанологии АН СССР (1987—2002). Член многих научных сообществ и комиссий. Участник многих морских научных экспедиций. Автор более 200 научных публикаций, из которых 66 зарегистрированы в РИНЦ.

## Биография
Родился 11 августа 1930 года в Москве в семье служащих.
В 1949—1954 годах отучился по специальности геолог на геологическом факультете Московского государственного университета.
В 1954—1957 годах учился в аспирантуре в Институте океанологии Академии наук СССР.
В 1957—1967 годах работал в Институте океанологии АН СССР в качестве младшего научного сотрудника.
В 1962 году защитил диссертацию на соискание учёной степени кандидата географических наук.
В 1967—1983 годах работал старшим научным сотрудником по специальности «геология моря» в лаборатории морской геологии кафедры динамической геологии геологического факультета Московского государственного университета.
В 1983—1987 годах работал старшим научным сотрудником на кафедре литологии и морской геологии геологического факультета Московского государственного университета.
В 1986 году защитил диссертацию на соискание учёной степени доктора географических наук. Темой диссертации был «Позднечетвертичный седиментогенез на окраинах континентов».
С 1987 года работал ведущим научным сотрудником в Институте океанологии Академии наук СССР. 
С 1997 года работал главным научным сотрудником Лаборатории шельфа и морских берегов Института океанологии РАН.
Умер в 2002 году в Москве.

## Научная деятельность
Занимался океанологией, географией, литологией, геологией.
Исследовал проблемы динамической седиментологии шельфа, геоэкологии шельфа России (в особенности черноморского, беломорского и арктического) и четвертичной геологии. Опубликовал больше 200 научных работ.
По состоянию на 18 мая 2023 года в системе РИНЦ зарегистрировано 66 научных работ за авторством Фёдора Анатольевича Щербакова с общим числом цитирований 613.
Принимал участие в выполнении межфакультетских тем Московского государственного университета «Комплексные исследования природы океанов» и «Динамика популяций, структура и мелиорации сообществ морских животных».
Им были установлены общие закономерности формирования осадочных толщей континентальных шельфов, склонов и подножий путём сопоставления данных по континентальным океаническим окраинам и материковым окраинам внутренних морей (Белого, Красного, Средиземного, Чёрного) (на основании которых им же предложена сводная схема стратиграфического расчленения позднечетвертичных отложений на морских окраинах).
Для различных (в климатическом и геологическом отношениях) областей позднечетвертичных отложений материковых окраин им была предложена сводная схема их стратиграфического расчленения.
Им было показано, что динамические условия накопления осадков являются главным фактором формирования отложений в условиях материковых окраин.
Им были предложены генетическая классификация отложений океанических зон, а также критерии выделения различных типов осадков на материковых окраинах в зависимости от динамических условий их накопления.
Им была показана первостепенность влияния гляциоэветатических колебаний уровня воды вводы во взаимосвязанных морях и океанах на формирование слоисторитмичности в разрезах четвертичных отложений на материковых окраинах. В указанных разрезах им были выявлены критерии выделения сложенных разного генетического типа отложениями горизонтов регрессивного и трансгрессивного характера.
Принимал участие в научных экспедициях по Берингову, Красному, Охотскому Средиземному, Чёрному морям, Индийскому и Атлантическому океанам.

## Публикации в РИНЦ
1. Невесский Е. Н., Щербаков Ф. А. Изучение процессов концентрации тяжелых минералов в связи с поисками прибрежно-морских россыпей // Доклады Академии наук СССР. — 1958. — Т. 123, № 1. — С. 152.
2. Медведев В. С., Долотов Ю. С., Щербаков Ф. А. Некоторые черты строения и развития берегов Южного Приморья // Труды Института океанологии им. П.П. Ширшова. — 1961. — Т. 48. — С. 32.
3. Щербаков Ф. А., Павлидис Ю.А. Особенности распределения тяжелых минералов в береговой зоне моря // Океанология. — 1962. — Т. 2, № 4. — С. 522.
4. Ionin A. S., Scherbakov F. A. The stratification of the littoral marine deposits of the Eastern Black Sea // Deep Sea Research and Oceanographic Abstracts. — 1963. — Т. 10, № 3. — С. 327—330.
5. Аксенов А. А., Невесский Е. Н., Павлидис Ю. А., Щербаков Ф. А. Вопросы образования прибрежно-морских россыпей // Труды Института океанологии им. П.П. Ширшова. — 1965. — Т. 76. — С. 5.
6. Павлидис К. А., Щербаков Ф. А. О формировании слоистости пляжевых россыпей // Труды Института океанологии им. П.П. Ширшова. — 1965. — Т. 76. — С. 80.
7. Щербаков Ф. А. Особенности литологии и строения прибрежных отложений северной части Азовского моря // Литология и полезные ископаемые. — 1966. — № 2. — С. 105.
8. Медведев В. С., Невесский Е., Павлидис Ю. А., Щербаков Ф. А. Рельеф и история формирования в голоцене южного побережья Кольского полуострова // Океанология. — 1968. — Т. 7, № 2. — С. 257.
9. Khrustalev Yu. P., Shcherbakov F. A. On the sedimentary matter balance in the Sea of Azov // Океанология. — 1968. — Т. 8, № 3. — С. 288.
10. Хрусталёв Ю. П., Щербаков Ф. А. Познечетвертичные отложения Азовского моря и условия их накопления // Известия Ростовской-на-Дону государственной академии строительства. — 1974. — Т. 8, № 3. — С. 453.
11. Kuprin P. N., Scherbakov F. A., Morgunov I. I. Correlation, age and distribution of the postglacial continental terrace sediments of the Black Sea // Baltica. — 1974. — Т. 5. — С. 241.
12. Скиба С. К., Щербаков Ф. А., Куприн Н. Н. К палеогеографии Керченско-Таманского района в позднем плейстоцене и голоцене // Океанология. — 1975. — Т. 15, № 5. — С. 662.
13. Скиба С. И., Щербаков Ф. А., Куприн П. Н. К палеогеографии Керченско-Таманского района в позднем плейстоцене и голоцене // Океанология. — 1975. — Т. XV, № 5.
14. Skiba S. I., Scherbakov F. A., Kuprin P. N. On paleogeography of the Kerch-Taman region in late pleistocene and holocene // Oceanologia. — 1975. — Т. 15. — С. 862.
15. Забелина Э. К., Щербаков Ф. А. К стратиграфии верхнечетвертичных отложений Черного моря по диатомовым водорослям // Доклады Академии наук СССР. — 1975. — Т. 221, № 4. — С. 570.
16. Забелина Е. К., Щербаков Ф. А. К стратиграфии верхнечетвертичных отложений Черного моря // Доклады Академии наук СССР. — 1975. — Т. 221, № 4. — С. 909.
17. Skiba S. I., Shcherbakov F. A., Kuprin P. N. Palaeogeography of the Kerch-Taman region during the late pleistocene and holocene // Oceanology. — 1976. — Т. 15. — С. 575.
18. Kuprin P. N., Shcherbakov F. A., Kurenkova V. G., Afanas’Yeva M. S. The stratigraphy of the late quaternary sediments of the central basin of the Mediterranean Sea // Вестник Московского университета. Серия 2: Химия. — 1977. — Т. 1. — С. 72.
19. Beklemishev K. V., Pantyulin A. N., Semenova N. L., Shcherbakov F. A. On the coincidence of the boundaries of water masses and bottom sediments in Kandalaksha Bay of the White Sea // Доклады Академии наук СССР. — 1977. — Т. 235, № 2. — С. 483.
20. Щербаков Ф. А., Горбачик Т., Моргунов Ю. Г., Куприн П. Н., Козлов В. Б. Верхнеальбские отложения западной части континентального склона Крыма // Доклады Академии наук СССР. — 1977. — Т. 236, № 3. — С. 708.
21. Щербаков Ф. А. Некоторые особенности седиментогенеза на континентальной окраине Чёрного моря // Океанология. — 1978. — № 5. — С. 880.
22. Morgunov Y. U. G., Kalinin A. V., Kalinin V. V., Kuprin P. N., Limonov A. F., Pivovarov B. L., Shscherbakov F. A. The principal elements in the tectonics of the southern flank of the Crimean mega-anticlinorium // Геотектоника. — 1979. — Т. 13. — С. 310.
23. Щербаков Ф. А., Бабак Е. В. О стратиграфическом расчленении новоэвксинских отложений Черного моря // Океанология. — 1979. — № 3. — С. 450.
24. Shcherbakov F. A., Babak Y. V. Stratigraphic subdivision of the neoeuxinian deposits in the Black Sea // Oceanology. — 1979. — Т. 19. — С. 298.
25. Shcherbakov F. A. Some characteristics of sedimentogenesis on the continential margin of the Black Sea // Oceanology. — 1979. — Т. 18. — С. 575.
26. Щербаков Ф. А., Куприн П. Н., Моргунов Ю. Г. Позднечетвертичный этап развития Черного моря // Бюллетень Комиссии по изучению четвертичного периода. — 1979. — № 49. — С. 3.
27. Щербаков Ф. А., Чистяков А. А. Структурно-геоморфологическая характеристика шельфа Керченского и Таманского полуостровов // Геоморфология. — 1980. — № 2. — С. 80.
28. Shcherbakov F. A., Chistyakov A. A., Kuprin P. N. Modern structure of the northern side of the Black Sea basin // Moscow University Geology Bulletin. — 1980. — Т. 35, № 4. — С. 21.
29. Щербаков Ф. А., Чистяков А. А. Современное представление о четвертичной геологии шельфа // Бюллетень Комиссии по изучению четвертичного периода. — 1981. — № 51. — С. 22.
30. Каплин П. А., Щербаков Ф. А. Реконструкция палеогеографических обстановок на шельфе в позднечетвертичное время // Океанология. — 1986. — Т. 26, № 6. — С. 976.
31. Kaplin P. A., Shcherbakov F. A. Reconstruction of shelf environments during the late quaternary // Journal of Coastal Research : Special Issue. — 1986. — Т. 1. — С. 95.
32. Щербаков Ф. А. О роли организмов в мобилизации осадочного материала на литорали Белого моря // Океанология. — 1988. — Т. 28, № 5. — С. 810.
33. Айбулатов Н. А., Щербаков Ф. А. Лавинная седиментация на шельфе Черного моря // Известия Академии наук СССР. Серия геологическая. — 1989. — № 12. — С. 21.
34. Aybulatov N. A., Shcherbakov F. A. Avalanche sedimentation on the shelf of the Black Sea // International Geology Review. — 1990. — Т. 32, № 2. — С. 143—150.
35. Айбулатов Н. А., Щербаков Ф. А. Лавинная седиментация в Черном море // Известия Академии наук СССР. Серия геологическая. — 1989. — № 12. — С. 30.
36. Shcherbakov F. A. Lithodynamic conditions of sedimentation on the Black Sea shelf of Crimea // Oceanology. — 1991. — Т. 31. — С. 353.
37. Pavlidis Yu. A., Shcherbakov F. A., Boyarskaya T. D., Dunayev N. N., Polyakova Ye. I., Khusid T. A. New data on the quaternary stratigraphy and paleo-geography of the southern Barents Sea // Океанология. — 1992. — Т. 32. — С. 633.
38. Shcherbakov F. A., Simonenko L. A. Characteristics of bioturbation in the littoral of the Kislaya Gulf of the White Sea // Океанология. — 1992. — Т. 32, № 5. — С. 905.
39. Павлидис Ю. А., Щербаков Ф. А., Боярская Т. Д., Дунаев Н. Н., Полякова Е. И., Хусид Т. А. Новые данные по стратиграфии четвертичных отложений и палеогеография южной части Баренцева Моря // Океанология. — 1992. — Т. 32, № 5. — С. 917—923.
40. Пересыпкин В. И., Щербаков Ф. А. Органический углерод и лигнин в верхнем слое донных осадков Кандалакшского залива Белого моря // Океанология. — 1992. — Т. 32, № 6. — С. 1051.
41. Bek T. A., Sharnaud N. M., Shcherbakov F. A., Potapova L. I. On the origin of organic mountain in the recent sediments of the White Sea // Океанология. — 1992. — Т. 32, № 6. — С. 1131.
42. Павлидис Ю. А., Щербаков Ф. А., Боярская Ю. Д., Дунаев Н. Н., Полякова Е. И., Хусид Т. А. Стратиграфия четвертичных отложений и палеогеография южной части Баренцева моря // Океанология. — 1992. — Т. 41, № 5. — С. 338.
43. Павлидис Ю. А., Ионин А. С., Щербаков Ф. А. Строение четвертичных отложений баренцевоморского шельфа // Бюллетень Московского общества испытателей природы. Отдел геологический. — 1992. — Т. 62, № 5. — С. 45.
44. Щербаков Ф. А. Некоторые особенности рельефа бровки шельфа // Геоморфология. — 1992. — № 2. — С. 98.
45. Pavlidis Yu. A., Shcherbakov F. A., Boyarskaya T. D., Dunayev N. N., Polyakov Ye. I., Khusid T. A. New data on the quaternary stratigraphy and paleo-geography of the Southern Barents Sea // Oceanology. — 1992. — Т. 32. — С. 633.
46. Ионин А. С., Павлидис Ю. А., Щербаков Ф. А. Проблемы геоморфологии гляциальных шельфов // Геоморфология. — 1993. — № 1. — С. 15—31.
47. Возжинская В. Б., Бек Т. А., Щербаков Ф. А. Некоторые результаты исследования изменений состава органического вещества макрофитов литорали Белого моря // Известия Российской академии наук. Серия биологическая. — 1994. — № 6. — С. 929.
48. Щербаков Ф. А., Есин Н. В. Особенности рельефа бровки шельфа Северного Кавказа // Океанология. — 1994. — Т. 34, № 2. — С. 283.
49. Павлидис Ю. А., Щербаков Ф. А., Шевченко А. Я. Глинистые минералы донных осадков шельфа Кубы и Белого моря // Литология и полезные ископаемые. — 1995. — № 6. — С. 576.
50. Павлидис Ю. А., Щербаков Ф. А., Шевченко А. Я. Глинистые минералы донных осадков шельфа Кубы и Белого моря: геология и климат - сопоставления // Океанология. — 1995. — Т. 35, № 1. — С. 121.
51. Pavlidis Y. A., Shcherbakov F. A., Shevchenko A. Y. Clay minerals in bottom sediments of Cuba and White Sea shelves: a comparison of geological and climatic controls // Oceanology. — 1995. — Т. 35. — С. 112.
52. Павлидис Ю. А., Айбулатов Н. А., Ионин А. С., Леонтьев И. О., Щербаков Ф. А. Палеогеография шельфа мирового океана как основа прогноза его развития : Отчет о НИР № 97-05-64209. — Российский фонд фундаментальных исследований, 1997.
53. Pavlidis Y. A., Dunaev N. N., Shcherbakov F. A. The late pleistocene palaeogeography of Arctic Eurasian shelves // Quaternary International. — 1997. — Т. 41-42. — С. 3—9.
54. Павлидис Ю. А., Дунаев Н. Н., Ионин А. С., Никифоров С. Л., Павлидис М. А., Щербаков Ф. А. Геоморфология и палеогеография области арктического шельфа Евразии в эпоху последнего межледниковья (Часть II. Восток) // Геоморфология. — 1997. — № 3. — С. 7.
55. Шванов В. Н., Фролов В. Т., Сергеева Э. И., Драгунов В. И., Патрунов Д. К., Кузнецов В. Г., Беленицкая Г. А., Куриленко В. В., Петровский А. Д., Кондитеров В. Н., Баженова Т. К., Жданов В. В., Щербаков Ф. А., Щербакова М. Н., Мизенс Г. А., Цейслер В. М., Трифонов Б. А., Верба Ю. Л., Ильин К. Б. Систематика и классификации осадочных пород и их аналогов. — СПб., 1998.
56. Павлидис Ю. А., Щербаков Ф. А. Формирование рельефа проградационного шельфа Таманского полуострова // Геоморфология. — 1998. — № 1. — С. 91.
57. Павлидис Ю. А., Сперанский Н. С., Айбулатов Н. А., Ионин А. С., Щербаков Ф. А. Палеогеография шельфа мирового океана как основа прогноза его развития : Отчет о НИР № 97-05-64209. — РФФИ, 1999.
58. Levchenko O. V., Scherbakov F. A. Ebb-tide forms of a bottom relief of east part of the White Sea // Geomorphology. — 1999. — № 4. — С. 85.
59. Левченко О. В., Щербаков Ф. А. Приливно-отливные формы мезорельефа дна восточной части Белого моря // Геоморфология. — 1999. — № 4. — С. 85.
60. Левченко О. В., Щербаков Ф. А. Приливно-отливные формы мезорельефа и структура донных осадков восточной части Белого моря (по данным высокоразрешающей сейсмоакустики) // Доклады Академии наук. — 2000. — Т. 372, № 6. — С. 796—800.
  - Levchenko O. V., Shcherbakov F. A. Tidal mesorelief and bottom sediment structure in the Eastern White Sea (based on high-resolution seismic acoustic data) // Doklady Earth Sciences. — 2000. — Т. 373. — С. 800—803.
61. Левченко О. В., Щербаков Ф. А. Некоторые особенности строения дна восточной части Белого моря // Океанология. — 2000. — Т. 40, № 6. — С. 933.
62. Pavlidis Yu. A., Shcherbakov F. A. Recent bottom sediments of the Eurasian Arctic seas // Oceanology. — 2000. — Т. 40, № 1. — С. 129—138.
63. Levchenko O. V., Shcherbakov F. A. Some features of the bottom structure in the eastern part of the White Sea // Oceanology. — 2000. — Т. 40, № 6. — С. 882—890.
64. Pavlidis Yu. A., Shcherbakov F. A. Possible ways of the development of coasts and shelves in the russian inland seas under the condition of climate warming and sea level rise // Oceanology. — 2002. — Т. 42, № 6. — С. 868—876.
65. Леонтьев И. О., Павлидис Ю. А., Щербаков Ф. А. Береговые террасы, современная морфология и прогноз развития берегов северо-восточной части Белого моря // Океанология. — 2004. — Т. 44, № 2. — С. 296—304.
  - Leont'yev I. O., Pavlidis Yu. A., Shcherbakov F. A. Coastal terraces, recent morphology, and forecast of the evolution of the northeastern part of the White Sea // Oceanology. — 2004. — Т. 44, № 2. — С. 274—281.
66. Думнов А. Д., Кирсанов А. А., Киселева Е. А., Липияйнен К. Л., Рыбальский Н. Г., Снакин В. В., Афанасьев А. Н., Борисова О. К., Величко А. А., Гребенникова Т. А., Грибченко Ю. Н., Долуханов П. М., Зеликсон Э. М., Климанов В. А., Комедчиков Н. Н., Кононов Ю. М., Короткий А. М., Кукушкина Н. И., Куренкова Е. И., Плетнев С. П. и др. Национальный атлас России. В 4-х томах. — М., 2007. — Т. 2. Природа. Экология.

## Членства
- член бюро национальной рабочей группы проекта № 61 «Колебания уровня океана за последние 15 тыс. лет»
- член бюро рабочей группы «Шельф» Комиссии по проблемам Мирового океана Академии наук СССР
- член Международного союза по изучению четвертичного периода
- член международной программы геологической корреляции
- член Московского общества испытателей природы
- член подкомиссии по Чёрному и Средиземному морям Комиссии по береговым линиям СССР

## Отзывы
По воспоминаниям кандидата биологических наук Татьяны Бек, когда биологам потребовалась научная методика исследований взаимодействия водных масс Белого моря с его дном, к её разработке, ввиду отсутствия универсального специалиста (предположительно, требовался геофизик с «широким» мышлением), был привлечён специализирующийся на осадочных породах геолог Фёдор Анатольевич Щербаков. По его предложению, летом 1975 года на четырёх разрезах открытой части Кандалакшского залива было установлено 58 станций, после чего был проведён гранулометрический анализ отобранных на этих станциях проб осадков, позволивший сделать выводы о совпадении границ выпадения донных осадков с границами водных масс на анализируемом участке.

## Семья
Супруга (с 1954) — Щербакова, Марина Николаевна (род. 1932, в девичестве — Флоринская) — преподаватель, кандидат геолого-минералогических наук, старший научный сотрудник кафедры литологии и морской геологии геологического факультета МГУ, заслуженный научный сотрудник МГУ.
- Дочь — Надежда (род. 1960) — преподаватель русского языка и литературы.
  - Внук — Григорий (род. 1988).
- Сын — Щербаков, Василий Фёдорович (род. 1969) — пианист, педагог и композитор.
  - Внук — Михаил (род. 1994).